# AvPq Aspirante Moura (U-14)
O AvPqHo Aspirante Moura (H-11) é um navio do tipo Aviso de Pesquisa Hidroceanográfico da Marinha do Brasil.
A incorporação aconteceu em 25 de janeiro de 2010. O navio anteriormente nomeado como R/V Finder (Research Vessel) e pertencia à empresa FAR - Find and Recover Ltd da Noruega.
O navio está baseado em Niterói e serve como plataforma de pesquisa e de manutenção de sinais náuticos. Presentemente está subordinado ao Grupamento de Navios Hidroceanográficos (GNHo).

## Características
- Estaleiro: Brodogradiliste Split (Jugoslávia) [5]
- Ano de construção: 1987
- Deslocamento: 543 ton [6]
- Comprimento: 36 m
- Boca: 9 m
- Calado: 3 m
- Velocidade: 9 nós (serviço)
- Autonomia: 10 dias
- Tripulação: 12 tripulantes, mais 25 pesquisadores.